# Арханђел Варахил
Архангел Варахил (хебр. ברכיאל „благослов Божји“) је један од седам светих арханђела у признатих у православном хришћанству.
У Трећој књизи пророка Еноха је описан као један од анђеоских принчева, са 496.000 миријади анђела са њим. То је један од четири предводника Серафима, а други кнез небеса. У Лемегетону је описан као један од анђела првог и четвртог хора Познат је као анђео молитве.

## Иконографија
У православној иконографији са приказује како држи белу ружу на грудима, или латице руже на одећи, посебно огртачу. У католицичкој иконографији, Варахил се приказује како држи корпу хлеба.